# Seat Leon Eurocup
De Seat León Eurocup was een klasse in het toerwagen racen, waarin uitsluitend gebruik werd gemaakt van Seat León's. 
De Eurocup werd in 2008 gestart op het Circuit Ricardo Tormo Valencia. De klasse werd sindsdien, tot 2010 verreden in het voorprogramma van de Europese races van het WTCC, waarin Seat ook uitkomt met de León.
De Leons worden vanaf 2010 ingezet in de "one-make cup" in de European Touring Car Cup, waarin ze een eigen sub-kampioenschap verrijden.

## De auto
Alle teams rijden met dezelfde auto's. De auto is voorwiel aangedreven, en maakt gebruik van een 4-cilinder motor met 301 pk. De teams maken allen gebruik van Pirelli banden.

## De races
De raceweekeinden in de Eurocup bestaan uit 2 races, deze mogen maximaal een half uur duren. Tijdens het weekend wordt er op vrijdag tweemaal een half uur gereden in de vrije training, en op de zaterdag een half uur gekwalificeerd. Deze kwalificatie bepaalt de startopstelling van de eerste race, de startopstelling van de tweede race wordt gemaakt naar aanleiding van de uitslag van de eerste race.
De races worden in Nederland live uitgezonden door Eurosport. Later is de race ook te zien op RTL 7.

## Kampioenen
| Seizoen | Kampioen          |
| ------- | ----------------- |
| 2008    | Oscar Nogués      |
| 2009    | Norbert Michelisz |
| 2010    | Gabor Weber       |

## Nederlanders
In 2009 kwamen er ook Nederlanders uit in deze klasse. Tim Coronel en Rob Kamphues kwamen beide uit voor het Sun-Red team, waar ook Tom Coronel voor rijdt in het WTCC. Tim Coronel had al enige ervaring; hij reed in 2008 ook een race mee.